# Adriana Calcanhotto
Adriana da Cunha Calcanhotto (Porto Alegre, 3 d'octubre de 1965) és una cantant i compositora brasilera, considerada una de les més importants compositores de la música popular del Brasil contemporani per la varietat d'estils musicals. Recentment va ampliar el repertori amb un àlbum per a nens Adriana Partimpim (2004), que va obtenir un gran èxit i pel qual va ser premiada als Grammy llatins com a millor àlbum infantil. Les seves composicions són variades en estils: samba, bossa nova, funk, rock, pop i balades. També grava cançons que van ser èxits en el seu moment amb nous arranjaments.

## Discografia
| Àlbums d'estudi - 1990: Enguiço - 1992: Senhas - 1994: A Fábrica do Poema - 1998: Maritmo - 2002: Cantada - 2004: Adriana Partimpim - 2008: Maré - 2009: Partimpim Dois - 2011: O Micróbio do Samba - 2012: Partimpim Tlês - 2019: Margem - 2020: Só - 2023: Errante En directe - 2000: Público - 2005: Adriana Partimpim - O Show - 2012: Multishow ao Vivo: Micróbio Vivo - 2014: Olhos de Onda - 2015: Loucura: Adriana Calcanhotto canta Lupicínio Rodrigues - 2020: Margem, Finda a Viagem (Ao Vivo) | Videoàlbums - 1991: Voz & Violão Ao Vivo - 2001: Público - 2005: Adriana Partimpim - O Show - 2010: Partimpim Dois é Show - 2012: Multishow ao Vivo: Micróbio Vivo - 2014: Olhos de Onda - 2015: Loucura: Adriana Calcanhotto canta Lupicínio Rodrigues - 2020: Margem, Finda a Viagem (Ao Vivo) Remixes - 2021: Remix Século XXI Recopilatoris - 1999: As Melhores - 2001: Perfil - Adriana Calcanhotto - 2010: Seleção Essencial - 2019: Nada Ficou no Lugar |